# Allbach (Reiche Ebrach)
Der Allbach ist ein etwa 11½ km langer Bach in Franken. Das Gewässer fließt überwiegend im oberfränkischen Landkreis Bamberg und im mittelfränkischen Landkreis Erlangen-Höchstadt. Der Bach mündet nach südöstlichem Lauf zwischen Simmersdorf und Mühlhausen von links in die Reiche Ebrach.

## Geographie

### Quelle
Der Allbach, auch Albach genannt, entsteht auf etwa 358 m ü. NHN östlich des Sommerrankenbergs (433 m ü. NHN) im Schlüsselfelder Stadtwald, ca. 0,5 km westlich des Ortes Bernroth im Gebiet der oberfränkischen Stadt Schlüsselfeld. Ca. 3,5 km westlich der Quelle entspringt der Debersdorfer Bach, welcher ebenfalls nach südlichem Lauf in die Reiche Ebrach mündet.

### Verlauf

#### Oberlauf
Nach der Quelle fließt der Bach in östlicher Richtung aus dem Stadtwald heraus und verläuft nördlich des Ortes Bernroth und südlich eines kleinen Waldstückes. Im weiteren Bachverlauf speist er nördlich von Untermelsendorf einige Fischweiher. Daraufhin stößt von Südwesten kommend der Melsenbach dazu. Der nun parallel zur Staatsstraße 2262 verlaufende Bach durchfließt die Reichmannsdorfer Teiche und den Großen Mühlsee, die sich beide westlich des Ortes Reichmannsdorf und zwischen zwei Waldgebieten befinden. Bei den Reichmannsdorfer Teichen mündet auch der ca. 0,6 km lange Haßbach von links in den Allbach. In Reichmannsdorf angekommen, wendet sich der Bach nach Südosten und verläuft parallel zur Albacher Straße. Anschließend verläuft er westlich des Weinberges (345 m ü. NHN).

#### Mittellauf
Der nun in Richtung Südosten verlaufende Bach wird weiterhin von der St 2262 begleitet. Südlich von Reichmannsdorf durchquert er weitere Fischweiher und Seen wie z. B. den Drei-Herzen-See, Wolfensee und Hausweiher. Westlich des Flusslaufes liegen die Albachweiher an einem Allbachzufluss. Danach erreicht der Bach den Ort Oberalbach, der sich schon in der Gemeinde Wachenroth befindet. Im Ort mündet von Nordosten her ein kleiner Graben in den Albach, der vor allem im Herbst Wasser führt. Der weiterhin südostwärts verlaufende Bach durchfließt erneut einige Fischweiher, um anschließend auf Höhe der Eckartsmühle vom ebenfalls aus dem Nordosten kommenden Weichselberggraben gespeist zu werden.

#### Unterlauf
Anschließend verlagert sich der Flusslauf leicht in südöstlicher Richtung. Westlich des Allbaches befindet sich das Waldgebiet Eichholz, welches ca. 1 km nordöstlich des Ortes Wachenroth liegt. Daraufhin mündet von Osten der kleine Weidengraben in den Bach. Anschließend unterläuft dieser die St 2260. Der 11,6 km lange Lauf endet etwa 84 Höhenmeter unterhalb der Quelle, zwischen den Orten Simmersdorf und Mühlhausen. Er hat somit ein mittleres Sohlgefälle von ungefähr 7 ‰.

### Einzugsgebiet
Das 35,79 km² große Einzugsgebiet des Allbachs liegt im mittleren Steigerwald. Es wird über die Reiche Ebrach, die Regnitz, den Main und den Rhein zur Nordsee entwässert.
Es grenzt
- im Nordosten an das Einzugsgebiet der Mittleren Ebrach, welche in die Rauhe Ebrach mündet;
- im Südosten an das der Reichen Ebrach;
- im Südwesten an das des Debersdorfer Bachs, der ebenfalls in die Reiche Ebrach mündet und
- im Nordwesten an das des Steinachbachs, der in die Mittlere Ebrach mündet.

In der Talmulde des Allbachs reihen sich zahlreiche Weiher und kleinere Seen, in geringerem Maße auch in manchen der Nebentäler.

### Zuflüsse
Angegeben sind die jeweilige Länge und das Einzugsgebiet des jeweiligen Zuflusses sowie sein Mündungsort und seine Mündungshöhe. Andere Quellen für die Angaben sind vermerkt. Die ersten zwei Werte wurden in der Regel abgemessen.
| Name               | Lage   | Länge [in km] | EZG [in km²] | Mündungs- ort                    | Mündungs- höhe [m. ü. ŇHN] |
| ------------------ | ------ | ------------- | ------------ | -------------------------------- | -------------------------- |
| Buchwaldeckbach    | rechts | ca. 01,25     | ca. 03,86    | nordwestlich von Untermelsenbach | 325                        |
| Melsenbach         | rechts | ca. 01,66     | ca. 04,32    | östlich von Untermelsenbach      | 315                        |
| Haßbach            | links  | ca. 00,59     | ca. 01,84    | westlich von Reichmannsdorf      | 311                        |
| Fallmeisterbach    | links  | ca. 02,31     | ca. 04,98    | nördlich von Oberalbach          | 290                        |
| Weiherbach         | rechts | ca. 00,93     | ca. 02,66    | nördlich von Oberalbach          | 289                        |
| Dechelbach         | links  | ca. 00,81     | ca. 02,27    | östlich von Oberalbach           | 288                        |
| Albach             | rechts | ca. 00,76     | ca. 02,14    | westlich von Oberalbach          | 287                        |
| Teufelsgraben      | rechts | ca. 00,51     | ca. 01,62    | südlich von Unteralbach          | 286                        |
| Weichselberggraben | links  | ca. 01,33     | ca. 04,02    | südlich der Eckartsmühle         | 284                        |
| Weidengraben       | links  | ca. 01,16     | ca. 03,50    | südlich der Eckartsmühle         | 281                        |

### Orte am Albach
Folgende Orte oder Mühlen befinden sich direkt oder unmittelbar am Allbach.
- Bernroth
- Untermelsendorf
- Reichmannsdorf
- Hopfenmühle
- Oberalbach
- Albach
- Unteralbach
- Eckartsmühle
- Neumühle
- Simmersdorf
- Mühlhausen

## Naturschutz
Der Bach entspringt im östlichen Teil des Naturpark Steigerwald. Am Bach befinden sich einige geschützte Biotope, wie z. B. die Nasswiese westlich von Reichmannsdorf. Folgende wichtige Biotope liegen entlang des Baches.
| Biotop- nummer | Name                                            | Fläche in Ha | Haupt- biotoptyp                            |
| -------------- | ----------------------------------------------- | ------------ | ------------------------------------------- |
| 6229-1146      | Vernässte Talmulde nordwestlich Untermelsendorf | 00,58        | Seggen- od. binsenreiche Nasswiesen, Sümpfe |
| 6229-1144      | Feuchtwiese nördlich Untermelsendorf            | 00,14        | Seggen- od. binsenreiche Nasswiesen, Sümpfe |
| 6230-1065      | Nasswiese westlich von Reichmannsdorf           | 00,35        | Seggen- od. binsenreiche Nasswiesen, Sümpfe |
| 6230-0141      | Röhricht am Allbach                             | 00,20        | Verlandungsröhricht                         |

### Gewässerverzeichnis Bayern („GV“)
1. ↑  Länge nach: Verzeichnis der Bach- und Flussgebiete in Bayern – Flussgebiet Main, Seite 58 des Bayerischen Landesamtes für Umwelt, Stand 2016 (PDF; 3,3 MB) (Seitenzahl kann sich ändern.)
2. ↑  Einzugsgebiet nach: Verzeichnis der Bach- und Flussgebiete in Bayern – Flussgebiet Main, Seite 58 des Bayerischen Landesamtes für Umwelt, Stand 2016 (PDF; 3,3 MB) (Seitenzahl kann sich ändern.)

### BayernAtlas („BA“)
Amtliche Online-Gewässerkarte mit passendem Ausschnitt und den hier benutzten Layern: Lauf und Einzugsgebiet des Allbachs
Allgemeiner Einstieg ohne Voreinstellungen und Layer: BayernAtlas der Bayerischen Staatsregierung (Hinweise)
1. 1 2 3  Höhe abgefragt auf dem Hintergrundlayer Amtliche Karte (Rechtsklick).
2. ↑  Länge abgemessen auf dem Hintergrundlayer Amtliche Karte.
3. ↑  Einzugsgebiet abgemessen auf dem Hintergrundlayer Amtliche Karte.